# فدراسیون ورزشهای زورخانه‌ای بالتیک
فدراسیون ورزش‌های زورخانه‌ای بالتیک با هدف توسعه و آموزش این ورزش در کشورهای لیتوانی، لتونی و استونی در ۲۳ مه سال ۲۰۱۲ با شماره ثبت ۳۰۲۷۸۷۲۳۳ در ویلینیوس پایتخت لیتوانی تاسیس شد. فدراسیون ورزشهای زورخانه ای بالتیک یک  نهاد عمومی و مسقل است که فعالیت خود را بر اساس قانون اساسی ، مجموعه قوانین مدنی و سایر قوانین جمهوری لیتوانی و بر اساس اساسنامه خود و با رعایت  مقررات فدراسیون بین المللی ورزش های زورخانه ای فعالیت می نماید.

## تاریخچه
فدراسیون ورزش‌های زورخانه‌ای بالتیک در ۲۳ مه ۲۰۱۲ در لیتوانی با هدف توسعه این ورزش در کشورهای حوزه بالتیک لیتوانی، استونی و لتونی توسط حمید احمدی مؤسس فدراسیون ورزشهای زورخانه بالتیک تأسیس شد. ورزش زورخانه در لیتوانی در سال ۲۰۰۸ معرفی شد و ورزشکاران آن کشور به صورت فعال در رویدادهای فدراسیون بین‌المللی ورزش‌های زورخانه‌ای مشارکت دارند. حمید احمدی فعال ورزشی، اقتصادی و گردشگری است و هم اینک رئیس اتاق بازرگانی، صنایع و مشاغل لیتوانی – ایران می‌باشد.

## آداب ورزش زورخانه‌ای در اروپا
ورزش زورخانه‌ای در اروپا آداب و سنتی خاص دارد اما نزدیک به آداب ایرانیان است، آداب و سننی که با پیروی از پهلوانان و دلاوران ایرانی می‌باشد و بسیار نزدیک به فرهنگ ایرانی است البته تغییرات جزئی نیز دارد ورزشکاران زورخانه اروپا بالخصوص لیتوانی با همراهی «ضرب زورخانه» (که مهم‌ترین ساز این نوع موسیقی است، برای برانگیختن ورزشکاران در هنگام ورزش از سوی «مرشد» خوانده می‌شود) وارد زمین شده و احترام می‌گذارند و آن‌ها لفظ رخصت را بلند تلفظ می‌کنند. ورزشکاران هماهنگ با موسیقی و نوای مرشد، جست و خیر می‌کنند و حرکات زیبای گروهی یا فردی به نمایش می‌گذارند.

### حرکات گوناگون ورزشی در زورخانه‌های اروپا
اصلی‌ترین حرکات در ورزش‌های زورخانه‌ای اروپایی عبارت‌اند از: شنو رفتن و نرمش، میل گرفتن، پا زدن.
سایر حرکات در ورزش زورخانه‌ای:
- سنگ گرفتن: دو تخته بزرگ معمولاً هشتاد کیلویی هستند که به نشانه سپر جنگی هستند و ورزشکار خوابیده و بمانند پرس سینه با آن‌ها ورزش می‌کنند.
- چرخ زدن: ورزشکار دو تا دستان خود را کاملاً باز کرده و علاوه بر چرخیدن بر دور خود یک دایرهٔ بزرگ به جهت عقربه‌های ساعت هم تشکیل می‌دهد. زمان چرخ معمولاً بین یک دقیقه تا سه دقیقه است.
- میل بازی: ورزشکار دو تا میل به وزن یک تا دو کیلو را بلند کرده و آن‌ها را با حرکات نمایشی به هوا پرتاب کرده و دوباره آن را می‌گیرد.
- شیرینکاری بین پا: ورزشکاران سبک و ترکه‌ای در حین ورزش پا به وسط میدان آمده و حرکات نمایشی را انجام می‌دهند.

تمامی حرکات با آموزش ایرانی می‌باشد و تغییری در حرکات ایجاد نشده‌است.

#### گرامی داشت یاد تختي در اروپا
به مناسبت گرامی داشت جهان پهلوان تختی مراسمی در سال ۱۳۹۲ در لیتوانی برگزار شد.